# Черниговец, Яков Степанович
Черниговец Яков Степанович – (XVII век) полковник Балаклейского слободского казачьего полка. Казачий атаман. Основатель (осадчий) нескольких городов на территории современной Харьковской области.
Происхождение и биография Якова Степановича до появления на Слобожанщине неизвестна. Впервые он появляется 6 июля 1663 года, в Белгороде. Представляется заднепровским казачьим атаманом Яковом Степановичем Черниговцем.

## Осадчий
Яков Черниговец встречается с белгородским воеводой , князем Григорием Григорьевичем Ромодановским. Он обратился к воеводе с просьбою поселиться со своими заднепровскими черкасами, призванными «на государево имя», на татарских перелазах (бродах) вниз по Северскому Донцу, у его притока реки Булыклеи (совр. Балаклейки). Следует заметить, что в 60-х годах XVII века, территория современного Балаклейского района (Харьковской области) была совершенно безлюдна. Там можно было встретить лишь сторожевые разъезды, наблюдавшие за степью, или же татарские отряды.
Князь Григорий Ромодановский отправляет на указанную Черниговцем территорию «разъездщиков» (должностное лицо в аппарате белгородского воеводы, проверявшее, имеет ли смысл для Московского государства устройство поселения на выбранном месте). Их отчёт свидетельствовал, что устроение на реке Булыклее крепости позволит перекрыть татарам переправу через реку Северский Донец и заблаговременно предупреждать другие города об очередном нашествии. Воевода выдает разрешение Черниговцу на строительство и заселение города, а также на устройство крепостей на речных перелазах (бродах).
Яков Степанович снова появляется в Белгороде через год (31 июля 1664 года) с докладом воеводе. Был основан город, названный по реке Балаклеей. Его население составляло 200 семей черкас, и прибытие новых переселенцев из-за Днепра продолжалось. Ромодановский остался недоволен докладом и велел Черниговцу составить полную опись крепости (города) и составить чертежи. После исполнения этого поручения Ромодановский отправляет его в Москву с докладом царю. Свою поездку в Москву Черниговец повторил в 1667 году.
Кроме собственно Балаклеи им были основаны укрепленные города: Андреевы Лозы, Бышкинь, Лиман, Савинский (Савинцы). Также он построил на реке Донец крепость Изюм. При Якове Черниговце был снова заселен пришедший в упадок Цареборисов, город, основанный во времена царя Бориса Годунова (1599 год).
Все основанные города находились на бродах и были преградой для переправы татарских разъездов.

## Полковник
В 1668 году произошло восстание гетмана Ивана Мартыновича Брюховецкого за отсоединение Украины от Московского царства. Его поддержали и некоторые города Слобожанщины. Восстали Царево-Борисов, Маяцк (современное село Маяки), Валки, Змиев, Мерефа (родина участвовавшего в восстании запорожского кошевого атамана Ивана Сирко). Жители этих городов сожгли свои дома, и ушли с Сирко за Днепр. Не устояли и балаклейцы. Яков Черниговец, оставшись верен царю, пытался усмирить их, но это удалось только относительно половины балаклейцев.
После усмирения восстания, правительство провело расследование. Виновных наказывали, «верных» награждали. Яков Степанович оказался среди награждённых. За верную службу царь Алексей Михайлович в 1670 году назначил казачьего атамана Балаклейским полковником. Построенные атаманом городки и все подчинённые ему черкасы, составили Балаклейский слободской казачий полк, с полковником во главе и с жившими по городам сотниками, атаманами и другой старшиной.
Во время восстания 1670—1671 годов Степана Разина, часть городов снова стала на сторону восставших. Балаклея оказалась в числе восставших, полковник Черниговец вынужден был покинуть город, который заняли мятежные донские казаки (с помощью местного населения).

## Опала
В 1677 году Яков Черниговец был отстранен от полковничества воеводой Ромодановским. Причина опалы неизвестна. В докладе царю указана причина «за полковую вину». Полк передается в ведение Харьковского полковника Григория Донца.
Сдав свой полк и прожив в Балаклее два года, Яков Черниговец отправляется в Москву с челобитной (1679 год). Царь Федор Алексеевич принимает его, но отказывает в его просьбе и оставляет приказ Ромодановского в силе.
По мнению историков (изучавших историю Слободских полков и Харьковского слободского казачьего полка в частности) Е. А. Альбовского и Д. И. Багалея, своим падением Черниговец «обязан» Харьковскому полковнику Григорию Донцу. Григорий Донец, находился в прекрасных отношениях с белгородским воеводой. Именно благодаря Ромодановскому, он видимо и добился расширения своего полка за счет поглощения Балаклейского полка.
После окончательного отстранения от полковничества, Черниговец продолжал жить в Балаклее, под скромным именем «Черкашин» и осадчий. Дальнейшая его судьба не известна.

## След в истории Слобожанщины
Почти сразу после упразднения Балаклейского полка Григорий Донец занялся вплотную преобразованиями в данном районе. В 1682 год он переносит город Изюм на новое место, расширяет его, превращая его в полноценный полковой город (1685 год) в итоге выделяет территорию Балаклейского полка из Харьковского под наименованием уже Изюмского слободского казачьего полка.
Повсеместно имя Якова Черниговца вычеркивалось из списков основателей городов. Как, к примеру, основателем города Изюм числится Григорий Донец, тоже повторяется и с другими городами, основанными Черниговцем.